# Тихонов Дмитро Сергійович
Дмитро Сергійович Тихонов (нар. 19 січня 1992, Керч) — український баскетболіст. Центровий команди СК «Прометей».

## Кар'єра
Починав грати в южненському «Хіміку» 2009-2013. У січні 2013 року перейшов до БК «Київ». Із вересня 2013 — у складі «Політехніки-Галичини». Наприкінці 2013-го та на початку 2014-го перебував в оренді у вищоліговому «Лучеськ-Університеті».
Відтак виступав за БК Кривбас і Черкаських Мавп. Улітку 2017 року перейшов до команди «БІПА» (Одеса).